# Juan Manuel Martínez
Juan Manuel Martínez  (Viedma, 25 de outubro de 1985), também conhecido como Martínez ou Burrito Martínez, é um futebolista argentino que atua como atacante. Atualmente está sem clube.

## Carreira

### Vélez Sársfield
Foi revelado nas divisões de base do Vélez Sársfield e, por este clube, conquistou o Campeonato Argentino em três ocasiões: 2005 (Clausura), 2009 (Clausura) e 2011 (Clausura). Teve passagens pela equipe dos Argentinos Juniors, pela equipe colombiana Cúcuta e pela equipe saudita Al-Shabab.

### Corinthians
No dia 13 de julho de 2012 acertou com o Corinthians. Foi apresentado no dia 20 de julho de 2012 e recebeu a camisa 7.
Em 19 de agosto de 2012, Martinez marcou seu primeiro gol pelo Corinthians durante o Campeonato Brasileiro de 2012 em partida contra o Santos. Na equipe do Parque São Jorge conquistou seu primeiro título internacional: a Copa do Mundo de Clubes da FIFA de 2012.
Porém sem conseguir se firmar na equipe alternou bons e maus momentos no time de parque São Jorge, chegando inclusive como reserva no mundial (jogou os últimos minutos da final ante o Chelsea ) e insatisfeito pediu para ser negociado após o mundial.

#### Gols pelo Corinthians
Expanda a caixa de informações para conferir todos os gols deste jogador, pelo Corinthians.
|      | Data          | Local                      | Placar | Resultado | Adversário          | Gols | Competição |
| 2012 | 2012          | 2012                       | 2012   | 2012      | 2012                | 2012 | 2012       |
| ---- | ------------- | -------------------------- | ------ | --------- | ------------------- | ---- | ---------- |
| 1.   | 19 de agosto  | Santos, Vila Belmiro       | 2–2    | 2–3       | Santos              | 1    | Brasileiro |
| 2.   | 4 de novembro | Taguatinga, Boca do Jacaré | 1–0    | 2–0       | Atlético Goianiense | 1    | Brasileiro |

### Boca Juniors
Em janeiro de 2013, Martínez transferiu-se para o clube argentino Boca Juniors.

### Real Salt Lake
Em meados de Junho do ano de 2015, rescindiu contrato com o Boca Juniors, O Juan fechou sua para os Estados Unidos, onde disputará a MLS pelo Real Salt Lake 

### Seleção Argentina
Foi convocado pela primeira vez para a Seleção Argentina em 2011 pelo técnico Sergio Batista para um jogo amistoso contra Portugal. O técnico seguinte da seleção, Alejandro Sabella, voltou a convocar Martínez para a disputa do Superclássico das Américas de 2011. Jogou a primeira partida e obteve o vice-campeonato. Voltou a ser convocado para a disputa do Superclássico das Américas de 2012. Jogou a primeira partida e marcou seu primeiro gol pela Seleção Argentina na derrota de 2x1 para o Brasil e repetiu a mesma colocação em 2012.

## Estatísticas
| Clube                    | Temporada             | Nacional | Nacional | Nacional | Copas | Copas | Copas   | Continental | Continental | Continental | Total | Total | Total   |
| Clube                    | Temporada             | Jogos    | Gols     | Assists  | Jogos | Gols  | Assists | Jogos       | Gols        | Assists     | Jogos | Gols  | Assists |
| ------------------------ | --------------------- | -------- | -------- | -------- | ----- | ----- | ------- | ----------- | ----------- | ----------- | ----- | ----- | ------- |
| Vélez Sársfield          | 2003–04               | 17       | 1        | -        | 0     | 0     | 0       | 0           | 0           | 0           | 17    | 1     | -       |
| Vélez Sársfield          | 2004–05               | 20       | 1        | -        | 0     | 0     | 0       | 0           | 0           | 0           | 20    | 1     | -       |
| Vélez Sársfield          | Total                 | 47       | 2        | -        | 0     | 0     | 0       | 0           | 0           | 0           | 47    | 2     | -       |
| Argentinos Juniors (emp) | 2005–06               | 11       | 1        | -        | 0     | 0     | 0       | 0           | 0           | 0           | 11    | 1     | -       |
| Vélez Sársfield          | 2006–07               | 3        | 0        | -        | 0     | 0     | 0       | 0           | 0           | -           | 3     | 0     | -       |
| Cúcuta (emp)             | 2007                  | 9        | 2        | -        | 0     | 0     | 0       | 11          | 4           | -           | 20    | 6     | -       |
| Al-Shabab (emp)          | 2007–08               | 15       | 3        | -        | 0     | 0     | 0       | 0           | 0           | 0           | 15    | 3     | -       |
| Vélez Sársfield          | 2007–08               | 24       | 3        | 5        | 0     | 0     | 0       | 0           | 0           | 0           | 24    | 3     | 5       |
| Vélez Sársfield          | 2008–09               | 22       | 2        | 2        | 0     | 0     | 0       | 11          | 1           | 1           | 33    | 3     | 3       |
| Vélez Sársfield          | 2010–11               | 37       | 13       | 4        | 0     | 0     | 0       | 12          | 3           | 4           | 49    | 16    | 8       |
| Vélez Sársfield          | 2011–12               | 24       | 5        | 2        | 0     | 0     | 0       | 10          | 1           | -           | 34    | 6     | 2       |
| Vélez Sársfield          | Total                 | 107      | 23       | 13       | 0     | 0     | 0       | 33          | 5           | 5           | 140   | 28    | 18      |
| Total Vélez Sársfield    | Total Vélez Sársfield | 157      | 25       | 13       | 0     | 0     | 0       | 33          | 5           | 5           | 190   | 30    | 18      |
| Corinthians              | 2012                  | 18       | 2        | 3        | 0     | 0     | 0       | 1           | 0           | 0           | 19    | 2     | 3       |
| Boca Juniors             | 2012-13               | 12       | 1        | 2        | 0     | 0     | 0       | 9           | 1           | 1           | 21    | 2     | 3       |
| Boca Juniors             | 2013-14               | 13       | 1        | 4        | 0     | 0     | 0       | 0           | 0           | 0           | 13    | 1     | 4       |
| Boca Juniors             | Total                 | 25       | 2        | 6        | 0     | 0     | 0       | 9           | 1           | 1           | 34    | 3     | 7       |
| Total da carreira        | Total da carreira     | 233      | 36       | 22       | 0     | 0     | 0       | 62          | 12          | 6           | 291   | 48    | 28      |

### Seleção nacional
| #  | Data                   | Local              | Oponente | Resultado final | Gol | Resultado | Competição                       |
| -- | ---------------------- | ------------------ | -------- | --------------- | --- | --------- | -------------------------------- |
| 1. | 25 de Janeiro de 2011  | Genebra, Suíça     | Portugal | 2–1             | 0   | vitória   | Amistoso                         |
| 2. | 14 de Setembro de 2011 | Córdoba, Argentina | Brasil   | 0–0             | 0   | empate    | Superclássico das Américas 2011. |
| 2. | 19 de Setembro de 2012 | Goiânia, Brasil    | Brasil   | 1–2             | 1   | derrota   | Superclássico das Américas 2012  |

## Títulos
Vélez Sársfield
- Campeonato Argentino: Clausura 2005, Clausura 2009, Clausura 2011

Corinthians
- Copa do Mundo de Clubes da FIFA: 2012

Independiente
- Copa Sul-Americana: 2017
- Copa Suruga Bank: 2018